# Велешко-прилепски народоосвободителен партизански отряд „Димитър Влахов“
Велешко-прилепския народоосвободителен партизански отряд „Димитър Влахов“ е комунистическа партизанска единица във Вардарска Македония, участвала във въоръжената комунистическа съпротива във Вардарска Македония по време на Втората световна война.

## Дейност
Формиран е на 24 септември 1942 година в Габровник след обединяването на т. нар. Велешки народоосвободителен партизански отряд „Пере Тошев“ и прилепски партизани, разпределени по чети и отделения (десетки). Отрядът се е състоил от 4 чети с общ брой 95 бойци. Командир на отряда е Мице Козароски. За първи отряд е определен Прилепския народоосвободителен партизански отряд „Гьорче Петров“, а за втори е предвиден Битолския народоосвободителен партизански отряд „Яне Сандански“. Между октомври ноември 1942 година участва в нападения срещу български части и в саботажни акции край селата Бистрица, Богомила, Поменово, Чашка, Десово, Нежилово, Црешнево, Селце, Лисиче, Катланово, Горно Количани, железопътната гара Клайман и мината край Степанци. На 17 октомври в Богомила партизанският отряд е открит от българска войска и в сражението загиват 16 партизани, а около сто души са арестувани и интернирани за подпомагане на партизаните, включително при клането в Долно Яболчище.
В село Ърлевци на 29 ноември разоръжават контрачета, край Папрадище на 4 декември води сражения с велешка контрачета, докато втората чета от отряда била обградена край Войница от българска полиция и дава много жертви при опита за бягство към Тиквешко на 17 декември 1942 година. Също през декември отрядът губи бойци в сражения с български части край Дреново и Зелениково и на връх Лисец. Стежнените условия карат част от бойците да минат в легалност, а отделни групи правят опит да се прехвърлят в Скопска Църна гора. Част от оцелелите се присъединяват към Тиквешкия народоосвободителен партизански отряд „Добри Даскалов“ през пролетта на 1943 година, а други 15 формират партизанска група „Димитър Влахов“ и действат в областта Азот и в Дебърца от 11 август 1943 година, където се вливат в Народоосвободителния батальон „Мирче Ацев“. Отрядът прекратява съществуването си на 18 август 1943 г. след като е разбит.

## Състав на отряда
Отрядът се е състоял от 95 бойци, от които 73 от Велес, 9 от Прилеп, 5 от Куманово, 4 от Скопие, 2 от Кавадарци, по 1 от Битоля и Неготино. През 1967 г. се състои среща на партизаните от отряда, като на нея присъстват 47 души, като 4 души са починали, а 44 загинали..

## Списък на партизаните
- 1 чета – Тоде Бисинов (Велес), Боро Божиновски (Прцан), Стоян Бурчевски (Буридан, командир на чета), Раде Бурчевски (с.Рудник), Коле Воденичаров (Шубиќ-Куманово), Мирко Гърков, Благой Давков, Любе Здравковски, Благой Йосмов, Йордан Йордановски, Богдан Каракостев, Трайко Капчев, Нонча Камишова, Гьоре Кръстев, Благой Кирков, Йовче Митев, Йордан Мартиновски, Димко Митрев, Боро Петрушевски (Папучар), Панче Пешев, Борис Таневски (Лубурич), Кямуран Тахири, Коле Цветковски (Балас) и Ќучук Киро (Себура).
- 2 чета – Йован Андреев (с. Војница), Перко Андреев (с.Степанци), Нада Бутникошарова, Георги Бобевски, Богдан Видовски (с. Вохница), Славе Давчев, Борис Дурчев (с. Војница), Дончо Димов (с. Војница), Павле Игновски (Секула), Родна Ивева, Благой Янушев, Стоян Янев, Димче Йовевски (с. Войница), Илом Климкаров, Анде Кошулчев, Йордан Лазаревски (Цвайот), Кочо Мешков (с. Ваташа), Миле Милевски, Киро Неделков, Благох Неделков (с. Войница), Трайче Панов, Коле Петков (Даскалот, с. Ораовец), Славе Петков, Орце Ризов, Благой Страчковски, командир на чета, Коле Стоянов, Йово Сеизов (Кавадарци), Тодор Тръчков, Георги Темелков, Благойка Джалева, Йордан Джурнов.
- 3 чета – Ружа Бак (Скопие), Йован Басаров, Тошо Бондикев, Боце Боцевски, Василко Василков (с. Габровник), Седат Вели, Маца Георгиева (Овчарова), Любо Зафиров, Стоилко Иванов (Планински), Тоде Янев, Дико Йосифовски, Ико Капчев, Велимир Кожинкаров (с. Габровник), Владо Кошулчев, Трайко Купенков, Стеван Малинов, Мегди Мустафов (с. Сливник), Ристо Найдов (Майка), Невена Георгиева (Дуня), Душан Перов (с. Габровник), Трайче Петкановски, Страхил Пинев, Благой Сребров, Апостол Ставровски (с. Богомила), Йордан Теов (с. Мартолци), Благой Целцев, Александър Христовски (Дума – Битола), Орце Шутев.
- 4 чета – Илия Андреевски (Кагин-Прилеп), Киро Базарко (Прилеп), Пецо Кръстески, политически комисар (Даскалот-Прилеп), Александър Кръстевски-Юлски), Симо Секуловски (Йоска – Прилеп), Драган Спирковски (Максо-Прилеп).

## По-важни дейци
- Мице Козароски, командир
- Димче Мирчев, заместник-командир
- Трайко Бошковски, политически комисар
- Пецо Кръстески, политически комисар (до 17 октомври 1942)
- Благой Гьорев, заместник-политически комисар
- Стефан Базерковски, интендант
- Борка Велески, командир на чета